# Евдокимов, Роберт Геннадьевич
Ро́берт Генна́дьевич Евдоки́мов (род. 27 февраля 1970, Нижнекамск, Татарская АССР) — советский и российский футболист, полузащитник; тренер.

## Клубная карьера
Воспитанник нижнекамской спортшколы (первый тренер — Валерий Михайлович Махлепов). Также окончил волгоградский спортивный интернат, в котором обучался с 1984 по 1988 год.
Начинал игровую карьеру в татарстанских командах низших советских лиг («Турбина» Набережные Челны, «Торпедо»/«КАМАЗ» Набережные Челны, «Рубин» Казань). Победитель 7-й зоны второй низшей лиги 1990 года в составе «КАМАЗа». В 1992 году стал в составе «КАМАЗа» победителем зоны «Центр» первой лиги, а клуб получил право играть в высшей лиге. В 1993—1996 гг. играл в высшей лиге за «КАМАЗ»/«КАМАЗ-Чаллы». Рекордсмен клуба по числу матчей за «КАМАЗ» (291). В 1995 году забил один из лучших голов в высшей лиге — мяч в ворота московского «Динамо» занял 2-е место в конкурсе «Девятка» передачи НТВ «Футбольный клуб».
В начале 1997 года перешёл в московский «Спартак», ставший по результатам сезона-1997 чемпионом страны. Провёл за москвичей в том сезоне четыре матча в лиге (один гол), два в кубке страны и четыре за вторую команду в третьей лиге. В июле того же года вернулся в «КАМАЗ-Чаллы» и провёл там остаток сезона, по результатам которого клуб покинул высшую лигу. За сезон-1997 стал автором мячей и за «Спартак» в ворота «КАМАЗа», и за «КАМАЗ» в ворота «Спартака», причём в обоих случаях команды, за которые выступал Евдокимов, проиграли (1:2 и 2:6 соответственно).
Летом 1998 года покинул челнинский клуб, вылетевший по результатам сезона-1998 и из первого дивизиона. Остаток сезона провёл в раменском «Сатурне», победившем в том году в первом дивизионе. В 1999 году последний раз выступал в высшей лиге, в составе «Крыльев Советов», откуда ушёл по ходу сезона. Последние несколько лет игровой карьеры провёл в различных клубах Прикамья, выступавших в первом и втором дивизионах. Всего за «КАМАЗ» Евдокимов провёл 275 игр (38 голов) в первенствах страны в различных лигах, 11 игр в Кубках России и 6 игр (1 гол) в Кубке Интертото 1996 года.

## Карьера в сборной
Сыграл один неофициальный матч за сборную России против сборной мира 7 августа 1994 года в Санкт-Петербурге.
В составе студенческой сборной России принимал участие в двух Всемирных Универсиадах: в Буффало, США, в 1993 году (5 матчей, 3 гола) и в Фукуоке, Япония, в 1995 году (6 матчей, 2 гола), на последней стал бронзовым призёром.

## Тренерская карьера

### «КАМАЗ» (мол.)
Начал тренерскую карьеру в 2005 году в Набережных Челнах в Центре подготовки футболистов «КАМАЗ», тренировал молодёжную команду (игроки 1988 года рождения), затем возглавлял дубль «КАМАЗа», выступавший в зоне «Приволжье» Любительской футбольной лиги.

### «Алнас», «СОЮЗ-Газпром»
В августе 2006 года назначен главным тренером клуба второго дивизиона «Алнас» (Альметьевск). В дебютной для Евдокимова игре в качестве главного тренера профессиональной команды была одержана победа в гостях над «Энергетиком» (Урень), который находился выше в турнирной таблице и редко проигрывал дома. В альметьевском клубе Роберт проработал два с половиной сезона, вплоть до расформирования клуба (по финансовым причинам). После чего перебрался в ижевский «СОЮЗ-Газпром» и в 2009 году привёл его к третьему месту в зоне «Урал-Поволжье» второго дивизиона.

### «КАМАЗ»
Затем перешёл в клуб Первого дивизиона «КАМАЗ», где отработал два года в Первом дивизионе/ФНЛ. В 2010 году по результатам опроса клубов был признан лучшим тренером первого дивизиона, а в номинации премии «Фаворит», проводимой порталом OneDivision.ru, занял 2-е место. «КАМАЗ» в турнире первого дивизиона занял тогда 4-е место (а занял бы третье, если бы выиграл последний матч у ФК «Нижний Новгород») и мог выйти в Премьер-лигу, но по финансовым возможностям в РФПЛ был включён ФК «Краснодар».
В 2011 году «КАМАЗ» на первом этапе долгое время уверенно шёл среди лидеров, но во многом из-за серии из шести поражений подряд команда не смогла финишировать в первой восьмёрке (заняв 9-е место), которая продолжала борьбу за верхние места на втором этапе в играх между собой, спурт на финише не помог: отставание от шестого места в итоге составило всего одно очко, от пятого — два. В конце года в «КАМАЗе» усугубились финансовые проблемы, а Евдокимову поступило предложение возглавить «Газовик» (Оренбург).

### «Газовик»/«Оренбург»
Приняв оренбургский «Газовик» (контракт был подписан в начале декабря сроком на 2,5 года), находившийся в непростой турнирной ситуации (у команды был дефицит очков), почти решил задачу остаться в ФНЛ (был выигран турнир второго этапа переходного сезона), но первое поражение, которое случилось лишь в заключительном матче с «Балтикой», не позволило сохранить место в ФНЛ. Роберт Евдокимов остался в клубе, и «Газовик» вернулся всего за один сезон, выиграв зону «Урал-Поволжье», а затем дважды занимал 5-е место в ФНЛ, попутно выйдя в полуфинал Кубка России, где по пенальти проиграл московскому «Локомотиву» (2015), и выиграл Кубок ФНЛ (2016), где Евдокимов был признан лучшим тренером. Также дважды подряд признавался лучшим тренером сезона в ФНЛ в сезонах 2014/2015 и 2015/2016 и лучшим тренером 2015 года в ФНЛ. В 2016 году «Газовик» досрочно оформил выход в Премьер-лигу и занял первое место в ФНЛ. В Премьер-лиге по итогам сезона (регулярного чемпионата) клуб занял 13-е место и попал в стыковые матчи, в которых в итоге по пенальти уступил хабаровскому СКА (первый матч и ответный, плюс дополнительное время закончились со счётом 0:0), после чего в тренерском и руководящем составе клуба произошли изменения и Роберт Евдокимов покинул клуб.

### «Тобол»
7 июля 2017 года возглавил в качестве главного тренера клуб казахстанской Премьер-лиги «Тобол» (Костанай). В дебютном матче под руководством Евдокимова «Тобол» в гостях выиграл у участника квалификации Лиги Европы павлодарского «Иртыша». По итогам сезона «Тобол» занял пятое место и не смог пробиться в Лигу Европы, отстав от «Иртыша» на 1 очко, хотя по ходу чемпионата уже при Евдокимове «Тобол» дважды обыграл «Иртыш» на его поле, после чего контракт с Евдокимовым продлён не был.

### «Ротор»
29 мая 2018 был назначен главным тренером клуба «Ротор». После поражения от клуба «Сызрань-2003» в 1/32 финала Кубка России заявил, что будет просить руководство клуба об отставке. Этому решению предшествовала череда невыразительных игр в исполнении «Ротора» в турнире ФНЛ. В свою очередь, игроки команды встали на сторону Евдокимова и выступили с просьбой к руководству оставить его на должности. В итоге отставка принята не была. 24 ноября 2018 года после домашнего поражения (1:3) от «Шинника» был отправлен в отставку. На момент увольнения «Ротор» после 24 туров набрал 28 очков и занимал 15 место в турнирной таблице.

### «Нижний Новгород»
16 октября 2019 года был назначен главным тренером клуба «Нижний Новгород», сменив на Дмитрия Черышева. В сезоне 2019/20 команда заняла 11-е место в Первенстве ФНЛ. 4 мая 2021 года покинул клуб, команда занимала 3-е место за два тура до конца Первенства ФНЛ.

### «Кубань»
15 октября 2021 года возглавил «Кубань», находившуюся на последнем месте первого дивизиона ФНЛ. В первых четырёх матчах под его руководством команда одержала 4 победы (в том числе — в кубке России над «Краснодаром» со счётом 3:0), в весенней части не проигрывала в течение 11 матчей. Однако в сезоне 2022/23 результаты ухудшились, команда опустилась в зону вылета Первой лиги, и после кубкового поражения от ульяновской «Волги» 16 ноября 2022 года клубом было объявлено о прекращении сотрудничества и расторжении контракта по обоюдному согласию сторон. Всего при Евдокимове «Кубань» сыграла 44 официальных матча, из которых 15 выиграла и 14 завершила вничью.

### «Ахмат» и возвращение в «Кубань»
18 августа 2023 года вошёл в новый тренерский штаб грозненского «Ахмата» во главе с Мирославом Ромащенко.
11 апреля 2024 года вновь возглавил «Кубань», подписав контракт до конца сезона 2025/26, на тот момент задачей команды было сохранение прописки в ФНЛ. По итогам сезона-2023/24 команда покинула Первую лигу и в условиях трансферного бана начала новый сезон-2024/25 во Второй лиге А. В 7 сыгранных поединках команда одержала 1 победу, трижды сыграла вничью и еще 3 раза потерпела поражения. Был уволен 3 сентября 2024 года.

## Достижения

### Командные

#### В качестве футболиста
«КАМАЗ»
- Победитель Первой лиги России: 1992 (зона «Центр») (выход в высшую лигу)
- Победитель второй низшей лиги СССР: 1990 (7-я зона)

«Спартак» (Москва)
- Чемпион России: 1997. Сам Евдокимов про этот титул говорит «Я там не играл, я там был»[57].

«Сатурн»
- Победитель первого дивизиона: 1998

Студенческая сборная России
- Бронзовый призёр Всемирной Универсиады: 1995

#### В качестве тренера
«Оренбург»
- Победитель второго дивизиона — 2012/13 (зона «Урал-Поволжье») (выход в первенство ФНЛ)
- Победитель первенства ФНЛ: 2015/16 (выход в Премьер-лигу)
- Победитель Кубка ФНЛ: 2016

### Личные
«КАМАЗ»
- Лучший тренер первого дивизиона/ФНЛ сезона-2010

«Оренбург»
- Лучший тренер ФНЛ сезона 2014/15
- Лучший тренер ФНЛ 2015 года
- Лучший тренер ФНЛ сезона 2015/16
- Лучший тренер Кубка ФНЛ-2016

## Тренерская статистика
Внутренние (национальные) турниры
| Год/Сезон        | Клуб              | Лига/ Дивизион   | Период работы         | Чемпионат/Первенство | Чемпионат/Первенство | Чемпионат/Первенство | Чемпионат/Первенство | Чемпионат/Первенство | Чемпионат/Первенство | Кубок | Кубок | Кубок | Кубок | Кубок | Кубок  | Всего | Всего | Всего | Всего | Всего   | Всего |
| ---------------- | ----------------- | ---------------- | --------------------- | -------------------- | -------------------- | -------------------- | -------------------- | -------------------- | -------------------- | ----- | ----- | ----- | ----- | ----- | ------ | ----- | ----- | ----- | ----- | ------- | ----- |
| Год/Сезон        | Клуб              | Лига/ Дивизион   | Период работы         | И                    | В                    | Н                    | П                    | М                    | Место                | И     | В     | Н     | П     | М     | Стадия | И     | В     | Н     | П     | М       | В %   |
| 2006             | «Алнас»           | 2 (ПФЛ)          | 01.08.2006/2008       | 12                   | 6                    | 4                    | 2                    | 16/12                | 4/13                 | —     | —     | —     | —     | —     | —      | 12    | 6     | 4     | 2     | 16/12   | 50,0  |
| 2007             | «Алнас»           | 2 (ПФЛ)          | 01.08.2006/2008       | 26                   | 11                   | 2                    | 13                   | 32/36                | 8/14                 | 4     | 2     | 1     | 1     | 7/7   | 1/32   | 30    | 13    | 3     | 14    | 39/43   | 43,3  |
| 2008             | «Алнас»           | 2 (ПФЛ)          | 01.08.2006/2008       | 34                   | 11                   | 7                    | 16                   | 51/53                | 13/18                | 3     | 1     | 1     | 1     | 2/4   | 1/64   | 37    | 12    | 8     | 17    | 53/57   | 32,4  |
| Итого            | Итого             | Итого            | Итого                 | 72                   | 27                   | 13                   | 31                   | 99/101               |                      | 7     | 3     | 2     | 2     | 9/11  |        | 79    | 31    | 15    | 33    | 108/112 | 43,6  |
| 2009             | «СОЮЗ-Газпром»    | 2 (ПФЛ)          | 2009                  | 30                   | 17                   | 4                    | 9                    | 42/25                | 3/16                 | 2     | 1     | 0     | 1     | 4/4   | 1/128  | 32    | 18    | 4     | 10    | 46/29   | 56,3  |
| Итого            | Итого             | Итого            | Итого                 | 30                   | 17                   | 4                    | 9                    | 42/25                |                      | 2     | 1     | 0     | 1     | 4/4   |        | 32    | 18    | 4     | 10    | 46/29   | 56,3  |
| 2010             | «КАМАЗ»           | 1 (ФНЛ)          | 09.12.2009/28.11.2011 | 38                   | 19                   | 9                    | 10                   | 55/43                | 4/20                 | 2     | 1     | 1     | 0     | 2/0   | 1/16   | 40    | 20    | 10    | 10    | 57/43   | 50,0  |
| 2011(2011/12)    | «КАМАЗ»           | 1 (ФНЛ)          | 09.12.2009/28.11.2011 | 37                   | 16                   | 8                    | 13                   | 45/36                | 9/20                 | 1     | 0     | 0     | 1     | 1/2   | 1/32   | 38    | 16    | 8     | 14    | 46/38   | 42,1  |
| Итого            | Итого             | Итого            | Итого                 | 75                   | 35                   | 17                   | 23                   | 100/79               |                      | 3     | 1     | 1     | 1     | 3/2   |        | 78    | 36    | 18    | 14    | 103/81  | 46,1  |
| 2012(2011/12)    | «Оренбург»        | 1 (ФНЛ)          | 29.11.2011/01.06.2017 | 10                   | 6                    | 3                    | 1                    | 14/4                 | 16/19                | —     | —     | —     | —     | —     | —      | 10    | 6     | 3     | 1     | 14/4    | 60,0  |
| 2012/13          | «Оренбург»        | 2 (ПФЛ)          | 29.11.2011/01.06.2017 | 28                   | 21                   | 6                    | 1                    | 54/15                | 1/15                 | 4     | 3     | 1     | 0     | 8/3   | 1/16   | 32    | 24    | 7     | 1     | 62/18   | 75,0  |
| 2013/14          | «Оренбург»        | 1 (ФНЛ)          | 29.11.2011/01.06.2017 | 36                   | 17                   | 10                   | 9                    | 46/28                | 5/19                 | 2     | 1     | 1     | 0     | 1/0   | 1/16   | 38    | 18    | 11    | 9     | 47/28   | 47,4  |
| 2014/15          | «Оренбург»        | 1 (ФНЛ)          | 29.11.2011/01.06.2017 | 34                   | 15                   | 13                   | 6                    | 52/31                | 5/18                 | 5     | 3     | 2     | 0     | 7/2   | 1/2    | 39    | 18    | 15    | 6     | 59/33   | 46,2  |
| 2015/16          | «Оренбург»        | 1 (ФНЛ)          | 29.11.2011/01.06.2017 | 38                   | 26                   | 8                    | 4                    | 61/20                | 1/20                 | 1     | 0     | 0     | 1     | 0/1   | 1/32   | 39    | 26    | 8     | 5     | 61/21   | 66,7  |
| 2016/17          | «Оренбург»        | В (РФПЛ)         | 29.11.2011/01.06.2017 | 32                   | 7                    | 11                   | 14                   | 25/36                | 13/16                | 2     | 1     | 1     | 0     | 3/2   | 1/8    | 34    | 8     | 12    | 14    | 28/38   | 23,6  |
| Итого            | Итого             | Итого            | Итого                 | 178                  | 92                   | 51                   | 35                   | 252/134              |                      | 14    | 8     | 5     | 1     | 19/8  |        | 192   | 100   | 56    | 36    | 271/152 | 52,0  |
| 2017             | «Тобол»           | В (КФПЛ)         | 07.07.2017/25.11.2017 | 15                   | 6                    | 4                    | 5                    | 16/12                | 5/12                 | —     | —     | —     | —     | —     | —      | 15    | 6     | 4     | 5     | 16/12   | 40,0  |
| Итого            | Итого             | Итого            | Итого                 | 15                   | 6                    | 4                    | 5                    | 16/12                |                      | —     | —     | —     | —     | —     | —      | 15    | 6     | 4     | 5     | 16/12   | 40,0  |
| 2018/19          | «Ротор»           | 1 (ФНЛ)          | 29.05.2018/24.11.2018 | 24                   | 6                    | 10                   | 8                    | 21/27                | 15/20                | 1     | 0     | 1     | 0     | 1/1   | 1/32   | 25    | 6     | 11    | 8     | 22/28   | 24,0  |
| Итого            | Итого             | Итого            | Итого                 | 24                   | 6                    | 10                   | 8                    | 15/20                |                      | 1     | 0     | 1     | 0     | 1/1   |        | 25    | 6     | 11    | 8     | 22/28   | 24,0  |
| 2019/20          | «Нижний Новгород» | 1 (ФНЛ)          | 16.10.2019/н.в        | 6                    | 3                    | 2                    | 1                    | 10/6                 | 10/20                | 1     | 0     | 1     | 0     | 2/2   | 1/8    | 7     | 3     | 3     | 1     | 12/8    | 42,8  |
| Итого            | Итого             | Итого            | Итого                 | 6                    | 3                    | 2                    | 1                    | 10/6                 |                      | 1     | 0     | 1     | 0     | 2/2   |        | 7     | 3     | 3     | 1     | 12/8    | 42,8  |
| Итого за карьеру | Итого за карьеру  | Итого за карьеру | Итого за карьеру      | 400                  | 187                  | 101                  | 112                  | 540/384              |                      | 28    | 13    | 10    | 5     | 38/28 |        | 428   | 193   | 111   | 117   | 578/412 | 45,1  |

| Год/Сезон | Клуб              | Всего | Всего | Всего | Всего | Всего   | Всего | Дома | Дома | Дома | Дома | Дома    | Дома  | В гостях | В гостях | В гостях | В гостях | В гостях | В гостях |
| --------- | ----------------- | ----- | ----- | ----- | ----- | ------- | ----- | ---- | ---- | ---- | ---- | ------- | ----- | -------- | -------- | -------- | -------- | -------- | -------- |
| Год/Сезон | Клуб              | И     | В     | Н     | П     | М       | В %   | И    | В    | Н    | П    | М       | В %   | И        | В        | Н        | П        | М        | В %      |
| 2006      | «Алнас»           | 12    | 6     | 4     | 2     | 16/12   | 50,0  | 6    | 3    | 2    | 1    | 6/5     | 50,0  | 6        | 3        | 2        | 1        | 10/7     | 50,0     |
| 2007      | «Алнас»           | 30    | 13    | 3     | 14    | 39/43   | 43,3  | 15   | 9    | 1    | 5    | 25/16   | 60,0  | 15       | 4        | 2        | 9        | 14/27    | 26,7     |
| 2008      | «Алнас»           | 37    | 12    | 8     | 17    | 53/57   | 32,4  | 19   | 8    | 3    | 8    | 30/22   | 42,1  | 18       | 4        | 5        | 9        | 23/35    | 22,2     |
| 2009      | «СОЮЗ-Газпром»    | 32    | 18    | 4     | 10    | 46/29   | 56,3  | 16   | 12   | 0    | 4    | 28/11   | 75,0  | 16       | 6        | 4        | 6        | 18/18    | 37,5     |
| 2010      | «КАМАЗ»           | 40    | 20    | 10    | 10    | 57/43   | 50,0  | 20   | 11   | 6    | 3    | 30/17   | 55,0  | 20       | 9        | 4        | 7        | 27/26    | 45,0     |
| 2011      | «КАМАЗ»           | 38    | 16    | 8     | 14    | 46/38   | 42,1  | 20   | 10   | 4    | 6    | 27/18   | 42,1  | 18       | 6        | 4        | 8        | 19/20    | 33,3     |
| 2012      | «Оренбург»        | 10    | 6     | 3     | 1     | 14/4    | 60,0  | 5    | 5    | 0    | 0    | 9/0     | 100,0 | 5        | 1        | 3        | 1        | 5/4      | 20,0     |
| 2012/13   | «Оренбург»        | 32    | 24    | 7     | 1     | 62/18   | 75,0  | 17   | 15   | 2    | 0    | 37/7    | 88,2  | 15       | 9        | 5        | 1        | 25/11    | 60,0     |
| 2013/14   | «Оренбург»        | 38    | 18    | 11    | 9     | 47/28   | 47,4  | 20   | 11   | 7    | 2    | 33/11   | 55,0  | 18       | 7        | 4        | 7        | 14/17    | 47,4     |
| 2014/15   | «Оренбург»        | 39    | 18    | 5     | 6     | 59/33   | 46,2  | 19   | 8    | 9    | 2    | 27/17   | 42,1  | 20       | 10       | 6        | 4        | 32/16    | 50,0     |
| 2015/16   | «Оренбург»        | 39    | 26    | 8     | 5     | 61/21   | 66,7  | 19   | 14   | 5    | 0    | 31/7    | 73,7  | 20       | 12       | 3        | 5        | 30/14    | 60,0     |
| 2016/17   | «Оренбург»        | 34    | 8     | 12    | 14    | 28/38   | 23,6  | 16   | 6    | 6    | 4    | 16/11   | 37,5  | 18       | 2        | 6        | 10       | 12/27    | 11,1     |
| 2017      | «Тобол»           | 15    | 6     | 4     | 5     | 16/12   | 40,00 | 7    | 4    | 3    | 0    | 12/3    | 57,14 | 8        | 2        | 1        | 5        | 4/9      | 25,00    |
| 2018      | «Ротор»           | 25    | 6     | 11    | 8     | 22/28   | 24,00 | 11   | 4    | 4    | 3    | 11/11   | 36,36 | 14       | 2        | 7        | 5        | 11/17    | 14,29    |
| 2019      | «Нижний Новгород» | 4     | 1     | 2     | 1     | 5/5     | 25,00 | 3    | 1    | 1    | 1    | 3/3     | 33,33 | 1        | 0        | 1        | 0        | 2/2      | 0        |
| ИТОГО     | ИТОГО             | 425   | 198   | 110   | 117   | 571/409 | 46,48 | 213  | 121  | 53   | 39   | 325/159 | 56,81 | 212      | 77       | 57       | 78       | 246/250  | 36,32    |

Примечания:
Не учтена техническая победа «КАМАЗа» — 3:0 (+:-) — над «Жемчужиной-Сочи» в Первенстве ФНЛ-2011/2012.
Таблицы составлены в соответствии с тем фактом, что в Кубке России учтены только результаты основного времени матчей (без дополнительного времени и серий пенальти).
| №   | Клуб              | Турнир                          | Стадия                          | Дата       | Соперник                | Место    | Результат                |  |
| --- | ----------------- | ------------------------------- | ------------------------------- | ---------- | ----------------------- | -------- | ------------------------ |  |
| 1.  | Алнас             | Кубок России-2007/08            | 1/256 финала                    | 29.04.2007 | Рубин-2 (Казань)        | в гостях | 2:2 (2:0, 2:2), пен. 5:4 |  |
| 2.  | Алнас             | Кубок России-2008/09            | 1/256 финала                    | 11.05.2008 | Академия (Димитровград) | дома     | 0:0, пен. 4:2            |  |
| 3.  | КАМАЗ             | Кубок России-2010/11            | 1/16 финала                     | 13.07.2010 | Алания (Владикавказ)    | дома     | 0:0, пен. 2:4            |  |
| 4.  | Газовик/ Оренбург | Кубок России-2012/13            | 1/16 финала                     | 27.09.2012 | Крылья Советов (Самара) | дома     | 2:4 (1:0, 2:2), д.в      |  |
| 5.  | Газовик/ Оренбург | Кубок России-2013/14            | 1/16 финала                     | 30.10.2013 | Томь (Томск)            | дома     | 0:1, д.в.                |  |
| 6.  | Газовик/ Оренбург | Кубок России-2014/15            | 1/4 финала                      | 03.03.2015 | Арсенал (Тула)          | в гостях | 1:0, д.в.                |  |
| 7.  | Газовик/ Оренбург | Кубок России-2014/15            | 1/2 финала                      | 29.04.2015 | Локомотив (Москва)      | дома     | 1:1 (0:0, 1:1), пен. 3:4 |  |
| 8.  | Газовик/ Оренбург | Кубок России-2016/17            | 1/8 финала                      | 27.10.2016 | Краснодар               | в гостях | 2:3 (0:0, 2:2), д.в.     |  |
| 9.  | Газовик/ Оренбург | Стыковые матчи РФПЛ-ФНЛ-2016/17 | Стыковые матчи РФПЛ-ФНЛ-2016/17 | 28.05.2017 | СКА-Хабаровск           | дома     | 0:0, пен. 3:5            |  |
| 10. | Ротор             | Кубок России-2018/19            | 1/32 финала                     | 22.08.2018 | Сызрань-2003            | в гостях | 1:1 (0:0, 0:0), пен. 3:4 |  |
| 11. | Нижний Новгород   | Кубок России-2019/20            | 1/8 финала                      | 31.10.2019 | Шинник (Ярославль)      | дома     | 2:2 (0:2, 2:2), пен. 0:3 |  |

## Личная жизнь
Супруга Диляра, сыновья Артур и Альберт. Артур играл на любительском уровне за молодёжную команду «КАМАЗа», основатель и директор компании «Евроспецкам».